# Jesús Alonso Fernández
Jesús Alonso Fernández   (l'Havana, 24 d'abril de 1917 - Madrid, 9 d'agost de 1979), anomenat Chus Alonso, fou un futbolista hispano-cubà de la dècada de 1940.
Fou 3 cops internacional amb la selecció espanyola.
Pel que fa a clubs, destacà a Reial Oviedo, Reial Valladolid, Reial Madrid CF i Reial Saragossa.